# ماهیچه سینه‌ای کوچک
ماهیچه سینه‌ای کوچک یا عضله پکتورالیس مینور (انگلیسی: Pectoralis minor muscle) ماهیچه‌ای نازک در قسمت قدامی فوقانی قفسه سینه است. این ماهیچه در زیر ماهیچه سینه‌ای بزرگ قرار دارد و از بیرون قابل لمس نیست. هنگامی‌که کتف چرخش پایینی انجام می‌دهد زیر عضله سینه‌ای بزرگ می‌توان آن را لمس کرد.
ماهیچه سینه‌ای کوچک از سطح بیرونی دنده‌های سه تا پنج منشأ گرفته به زائده غُرابی (کوراکوئید) استخوان کتف منتهی می‌شود. ماهیچه سینه‌ای کوچک از عصب سینه‌ای داخلی عصب‌دهی می‌شود.
انقباض این عضله می‌تواند دنده‌های مربوط را به طرف بالا بکشد. این عمل جهت حفظ قامت در وضعیت مناسب و همچنین در تهویه مؤثر است. کارکردهای این ماهیچه دورکنندگی، پایین‌کشندگی، چرخش پایینی، بلند کردن زاویه تحتانی کتف می‌باشد. این عضله سرخرگ زیربغلی (آگزیلاری) آئورتا را به سه قسمت تقسیم می‌کند.

## توصیف
ماهیچه سینه‌ای کوچک یک عضله سه‌گوش، کوچک و نازک است که در خلف ماهیچه سینه‌ای بزرگ قرار دارد و از جدار قفسه سینه به طرف زائده سرشانه‌ای (آکرومیون) استخوان کتف می‌رود. این عضله به صورت سه قطعه عضلانی از سطح قدامی خارجی و کناره‌های فوقانی دنده‌های ۳ تا ۵ و نیام پوشانندهٔ عضلات مربوط به فضاهای میان‌دنده‌ای منشأ می‌گیرد. رشته‌های ماهیچه به طرف بالا و خارج رفته و تبدیل به یک وتر تخت شده و به کنار داخلی و سطح فوقانی زائده غرابی استخوان کتف می‌چسبد.
ماهیچه سینه‌ای کوچک به وسیلهٔ عصب سینه‌ای داخلی که از شبکه بازویی در زیربغل جدا می‌شود، عصب‌دهی می‌شود. شاخه سینه‌ای (پکتورال) سرخرگ سینه‌ای‌سرشانه‌ای (توراکو-اکرومیال) ماهیچه سینه‌ای کوچک را تغذیه می‌کند.

## کارکرد
نوک شانه را پایین می‌کشد و درکشیدن کتف به طرف جلو به خلف ماهیچه دنده‌ای (سراتوس) کمک می‌کند. به کمک ماهیچه‌های بالابرنده کتف و لوزی‌ها، استخوان کتف را می‌چرخاند و نوک شانه را پایین می‌آورد.
باز شدن (اکستنشن) قوی استخوان بازو (هومروس) به ثابت بودن کتف (اسکاپولا) به وسیله ماهیچه‌های لوزی (رومبوئیدها) و بالابر پیشین کتف و ماهیچه سینه‌ای کوچک در قدام بستگی دارد. ضعف ماهیچه سینه‌ای کوچک اکستنشن قوی بازو را مختل می‌کند. ماهیچه سینه‌ای کوچک به عنوان یک ماهیچه تنفسی عمل می‌کند، ضعف این عضله مشکل تنفسی را افزایش می‌دهد.

## کوتاه شدن
با توجه به خاستگاه عضله که از روی دنده‌ها و انتهای آن روی زائده غرابی کتف است، کوتاه شدن طول (کنتراکچر) ماهیچه سینه‌ای کوچک منجر به افتادگی زائده غرابی کتف به جلو و پایین می‌شود. بنابر این کنتراکچر ماهیچه سینه‌ای کوچک عامل مهمی در بسیاری از علت‌های درد در بازو می‌باشد. شبکه بازویی و رگ‌های خونی زیربغلی (اگزیلاری) از بین زائده غرابی و قفسه سینه می‌گذرند. هم‌کِشی (کنتراکچر) ماهیچه سینه‌ای کوچک می‌تواند سبب گیر افتادن اعصاب و این رگ‌های بزرگ شود.
هم‌کشی ماهیچه سینه‌ای کوچک خمش مفصل شانه را با محدود کردن چرخش کتف که برای خمش کامل مفصل شانه لازم است، محدود می‌کند.

## نگارخانه

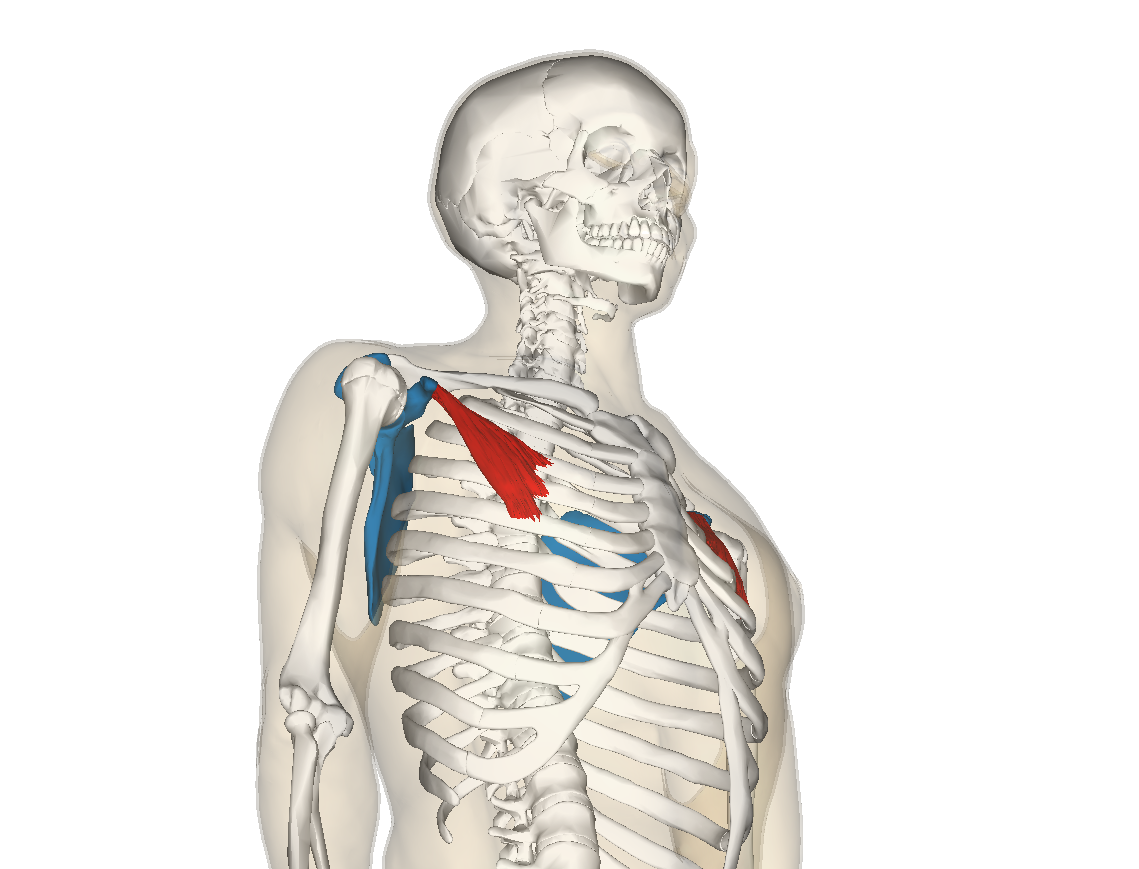
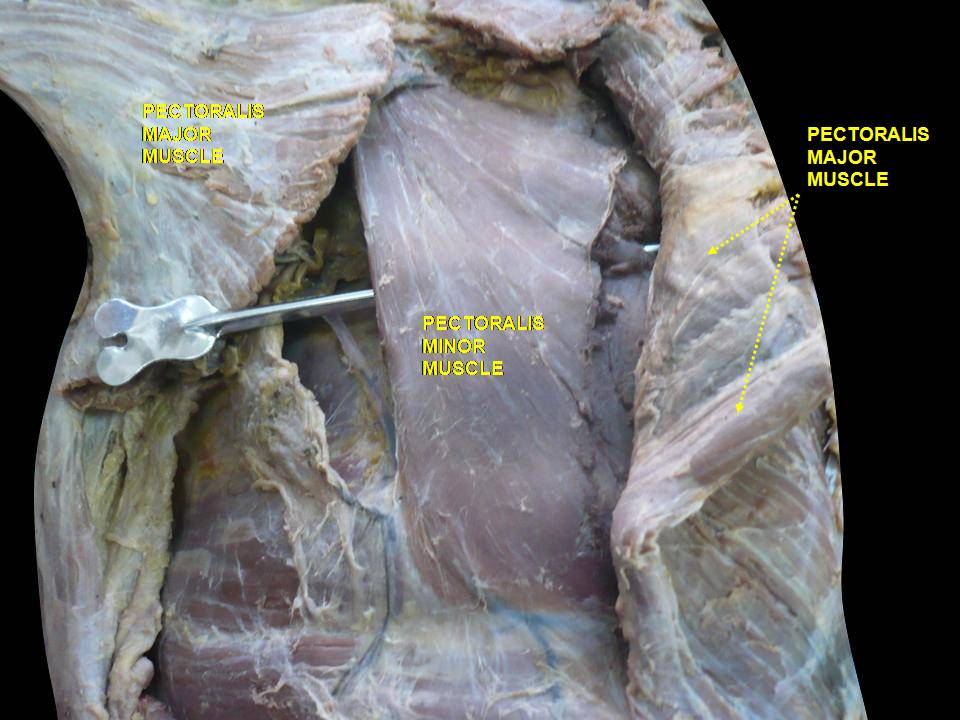
.